# Мадхукхали
Мадхукхали (бенг. মধুখালী, англ. Madhukhali) — город в центральной части Бангладеш, административный центр одноимённого подокруга. Площадь города равна 3,57 км². По данным переписи 2001 года, в городе проживало 9042 человека, из которых мужчины составляли 52,38 %, женщины — соответственно 47,62 %. Плотность населения равнялась 2533 чел. на 1 км². Уровень грамотности населения составлял 45,7 % (при среднем по Бангладеш показателе 43,1 %). 